# Bessie Louise Pierce
Pour les articles homonymes, voir Pierce.
Bessie Louise Pierce (20 avril 1888 - 3 octobre 1974) est une historienne américaine connue pour ses publications, éditées en trois volumes, A History of Chicago qui retracent l'histoire de la ville de Chicago.

## Biographie
Pierce est née à Caro, Michigan, et a grandi à Waverly, Iowa. Elle obtient son baccalauréat à l'Université de l'Iowa ainsi qu'un master à l'université de Chicago en 1918. Elle rejoint ensuite le département d'histoire de la faculté de l'Université de l'Iowa, chapeauté par Arthur M. Schlesinger Sr., qui l'exhorte à obtenir un doctorat.
En 1929, elle retourne à l'université de Chicago, à la demande de Charles Edward Merriam pour superviser les travaux sur le projet « l'Histoire de Chicago ». Pour le Siècle de Progrès, exposition universelle de 1933, elle écrit As Others See Chicago: Impressions of Visitors, 1673-1933. Elle entame ensuite son travail le plus notable, A History of Chicago dont les deux premiers volumes seront publiés en 1937 et 1940. En 1955, elle décroche la Bourse Guggenheim et termine le troisième volume en 1957, trois ans après sa retraite avant de devenir professeur émérite. Pierce débutera un quatrième volume, qui devait couvrir les années 1894 à 1915, mais ne le terminera jamais.
Elle retourne en Iowa en 1973, et y meurt l'année suivante.

## Travaux notables
- As Others See Chicago: Impressions of Visitors, 1673-1933.  Chicago: University of Chicago Press, 1933.
- A History of Chicago, volume 1: The Beginning of a City, 1673-1848.  New York : A. A. Knopf, 1937. Réédité par the University of Chicago Press, 2007  (ISBN 978-0-226-66839-0).
- A History of Chicago, volume 2: From Town to City, 1848-1871.  New York : A. A. Knopf, 1940. Réédité par the University of Chicago Press, 2007  (ISBN 978-0-226-66840-6).
- A History of Chicago, volume 3: The Rise of a Modern City, 1871-1893.  New York : A. A. Knopf, 1957. Réédité par the University of Chicago Press, 2007  (ISBN 978-0-226-66842-0).